# Thư viện hàn lâm

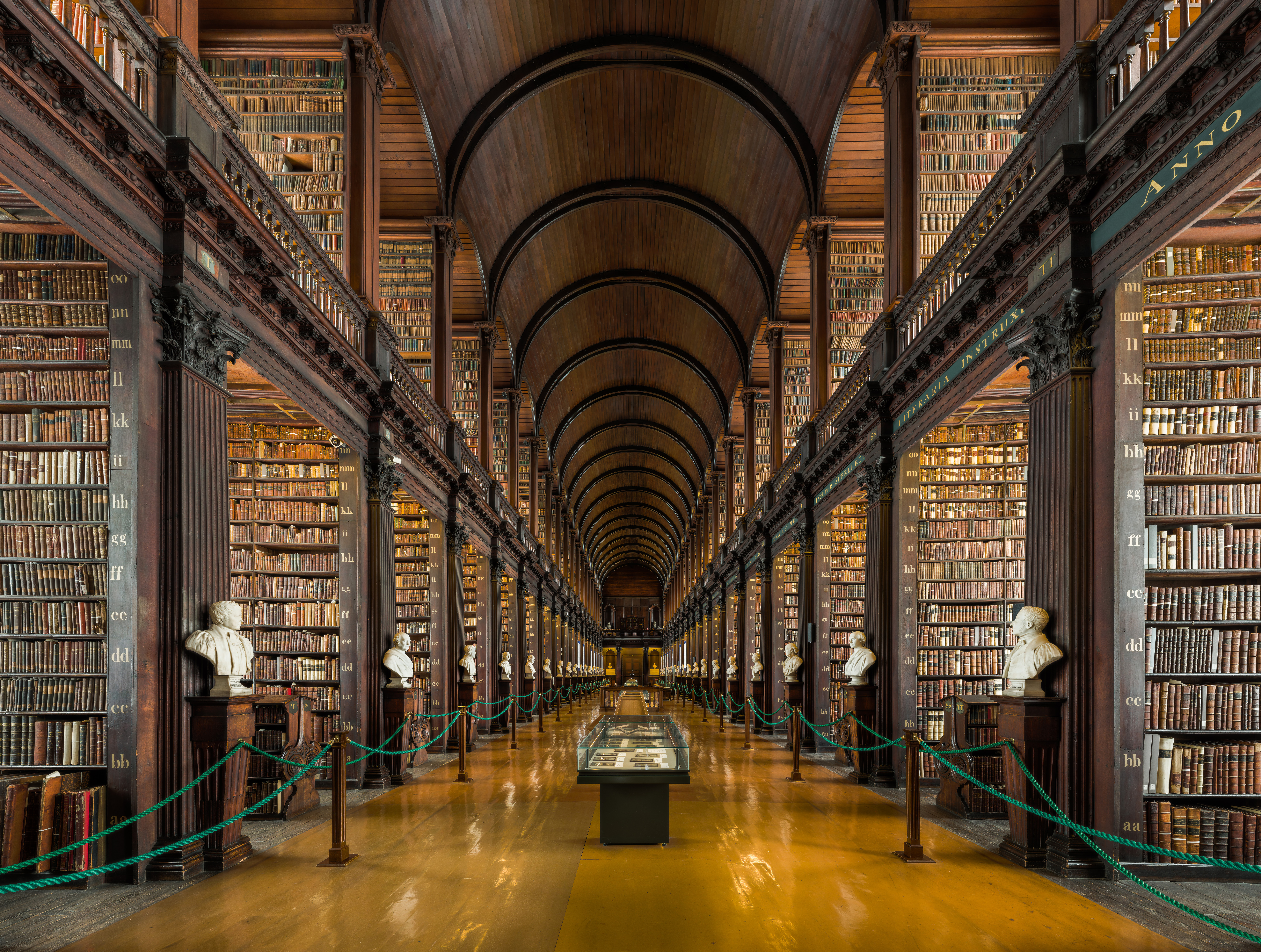
Thư viện hàn lâm trường cao đẳng Trinity

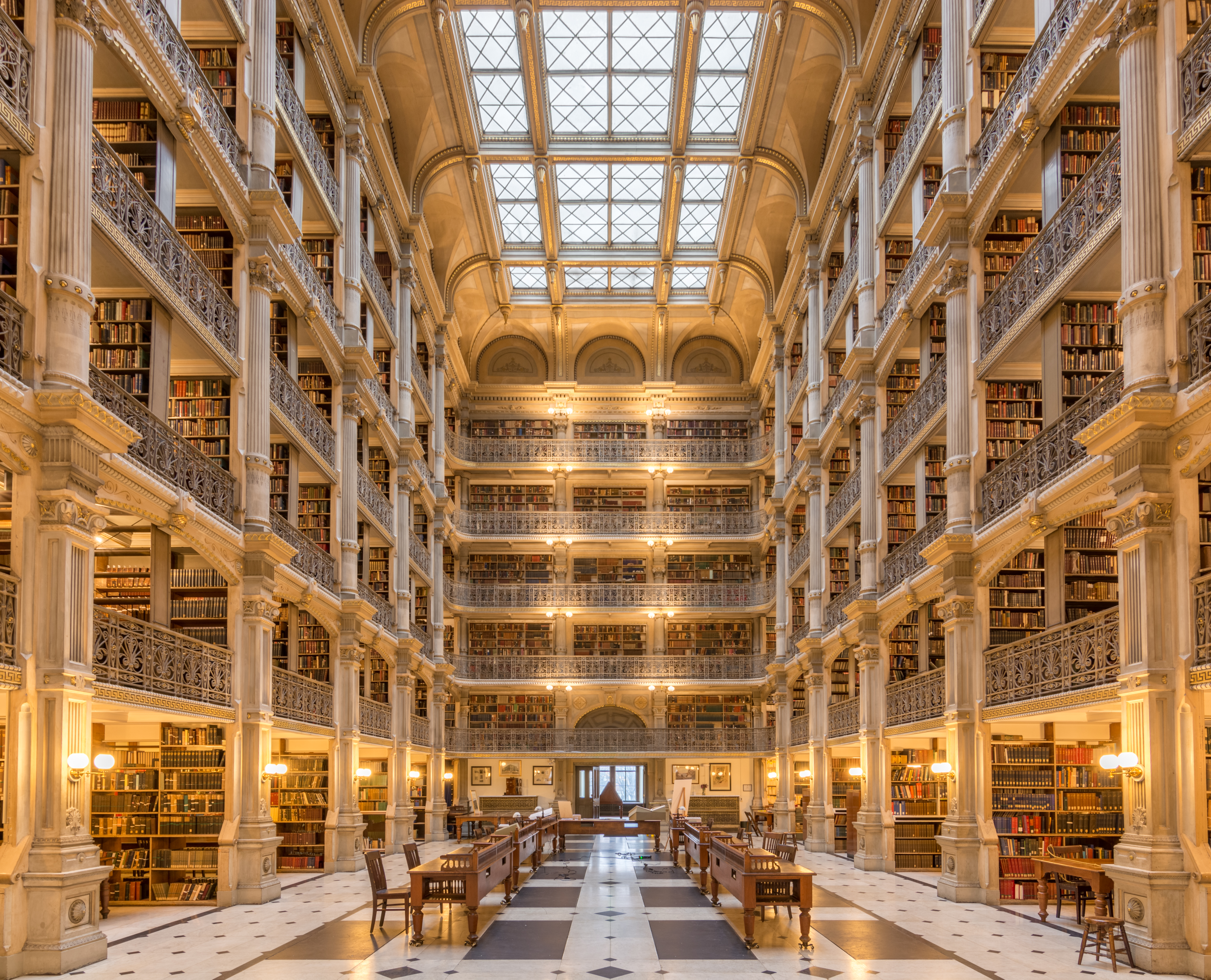
Thư viện George Peabody

Thư viện hàn lâm (Academic library) hay thư viện học thuật hay thư viện đại học là một thư viện trực thuộc một cơ sở giáo dục đại học và phục vụ hai mục đích bổ sung gồm hỗ trợ chương trình giảng dạy và nghiên cứu của giảng viên và sinh viên đại học. Thư viện học thuật thường đặt trong khuôn viên các trường cao đẳng và đại học, chủ yếu để phục vụ sinh viên và nhân viên ở đó và những nơi khác. Không rõ có bao nhiêu thư viện học thuật trên toàn thế giới. Theo Cổng thông tin học thuật và nghiên cứu được UNESCO vận hành liên kết tới 3.785 thư viện. Theo Trung tâm Thống kê Giáo dục Quốc gia, ước tính có khoảng 3.700 thư viện hàn lâm đại học ở Hoa Kỳ. Các thư viện có niên đại từ thế giới cổ đại, đặc biệt là thư viện Alexandria và Thư viện nổi tiếng về mặt lịch sử của Đại học Phật giáo Nalanda (Na Lan Đà) mà những công trình này dường như đã bị thiêu hủy đốt cháy trong suốt nhiều tháng vì số lượng bản thảo quá lớn.

## Đại cương
Trước đây, tài liệu học tập được cho sinh viên đọc trên lớp nhằm bổ sung cho bài giảng theo quy định của giảng viên được gọi là tài liệu giáo án, lưu hành nội bộ. Trước khi có các thiết bị điện tử, các tài liệu học tập này được cung cấp dưới dạng sách hoặc bản sao của các bài báo tạp chí thích hợp. Các thư viện học thuật hiện đại nói chung cũng cung cấp quyền truy cập vào các nguồn tài nguyên điện tử. Các thư viện đại học phải xác định trọng tâm phát triển bộ sưu tập tài liệu vì các bộ sưu tập toàn diện hết các chủ đề là không khả thi. Thủ thư sẽ triển khai thực hiện, lên giáo án bằng cách xác định nhu cầu của giảng viên, hội sinh viên, sứ mệnh và chương trình học thuật của trường cao đẳng hoặc đại học. Những bộ sưu tập này thường có thể bao gồm các giấy tờ gốc, tác phẩm nghệ thuật và hiện vật được viết hoặc tạo từ một tác giả hoặc về một chủ đề cụ thể. Có rất nhiều sự khác biệt giữa các thư viện đại học dựa trên quy mô, tài liệu, bộ sưu tập và dịch vụ. Thư viện Đại học Harvard được coi là thư viện học thuật quy củ hàng đầu thế giới mặc dù Thư viện Hoàng gia Đan Mạch là một sự kết hợp giữa Thư viện Quốc gia và thư viện học thuật còn có một bộ sưu tập tài liệu lớn hơn.
Một số thư viện học thuật, đặc biệt ở những cơ sở công cộng, mở cửa cho tất cả mọi người. Thư viện học thuật có mục đích chính là hỗ trợ trong việc nghiên cứu và tìm hiểu của học sinh và nhân viên của cơ sở giáo dục. Các thư viện này thường có tài liệu liên quan đến khóa học, như sách giáo khoa và bài luận. Chúng cũng có những tài nguyên khác ít thấy ở thư viện, như là máy tính, webcam, hay máy tính cầm tay. Thư viện học thuật còn có những cuộc hội thảo và khóa học bên ngoài lớp chính quy, giúp học sinh trang bị những công cụ để hoàn thành tốt chương trình học. Những buổi thảo luận này có thể giúp về chú thích nguồn, kỹ năng tìm kiếm hiệu quả, cơ sở dữ liệu khoa học và những công cụ liên quan. Những bài học này giúp học sinh trong sự nghiệp tương lai, tuy nhiên thường không được dạy trong những khóa học thông thường. Cũng như nhiều thư viện khác, các thư viện học thuật có không gian học tập yên tĩnh cho học sinh và sinh viên; nó cũng có những nơi dành cho học nhóm, như phòng họp. Tại Bắc Mỹ, châu Âu và nhiều khu vực khác trên thế giới, thư viện học thuận đang ngày càng trở nên số hóa. Các cơ sở học thuật đăng ký vào cơ sở dữ liệu những tập san điện tử, cung cấp phần mềm nghiên cứu và viết bài khoa học, cho phép mọi người tiếp cận những bài báo, cơ sở dữ liệu, cổng thông tin, Internet, và phần mềm liên quan đến khóa học (như xử lý văn bản hay bảng tính). Một số thư viện còn có chức năng mới, như là một nguồn thông tin khoa học và học thuật điện tử, bao gồm việc thu thập và chọn lọc những bài luận của sinh viên. Một số thư viện còn hoạt động như những nhà xuất bản trên cương lĩnh không vì lợi nhuận, đặc biệt dưới dạng những nhà xuất bản Truy cập mở.